# Jorge Maqueda
Jorge Maqueda Peño (Quero,Toledo, 6 de febrero de 1988) es un jugador de balonmano español. Juega en la posición de lateral derecho e integra la plantilla del KS Kielce.

## Biografía
Jorge Maqueda Peño nació en Toledo en 1988, pero desde su infancia residió en Quero, provincia de Toledo. Empezó en el balonmano base de Villafranca de los Caballeros, en el Club Deportivo Balonmano Villafranca de los Caballeros.
En 2015 fichó por el RK Vardar donde militaba Alex Dujshebaev, compañero de la selección. 
Fue internacional con la selección de balonmano de España en categorías juveniles sub-19 y sub-21 disputando varios mundiales y europeos internacionales.
Actualmente es internacional con la selección de balonmano de España, y fue convocado para su primer gran evento, el Campeonato del Mundo de 2011 con el resultado de una medalla de bronce para la selección española.
Ha disputado varios partidos preparatorios y clasificatorios para el europeo y mundial y partidos amistosos.
Su segunda gran cita se desarrolla entre el 15 al 29 de enero de 2012 en el Campeonato de Europa de Serbia, con gran aportación de minutos y varios goles decisivos para la selección.
En el Campeonato del Mundo de 2013 consiguió la medalla de oro con la selección española de balonmano, siendo uno de los más destacados jugadores del mundial.
En enero de 2014 disputa el europeo de balonmano de Dinamarca, consiguiendo la medalla de bronce.

## Trayectoria
- Balonmano Villafranca (inicios)
- FC Barcelona (2005-2007)
- BM Alcobendas (2007-2009)
- CAI Aragón (2009-2012)
- HBC Nantes (2012-2015)
- RK Vardar (2015-2018)
- SC Pick Szeged (2018-2020)[1]
- MKB Veszprém (2020-2022)[2]
- HBC Nantes (2022-2024)[3]
- KS Kielce (2024-  )

## Participaciones en grandes torneos
| JJOO                             | Sede                    | Resultado | Partidos | Goles |
| -------------------------------- | ----------------------- | --------- | -------- | ----- |
| Juegos Olímpicos de Londres 2012 | Bandera del Reino Unido | 7º        | 6        | 25    |
| Juegos Olímpicos de Tokio 2020   | Bandera de Japón        |           | 8        | 12    |

| Mundial                                           | Sede                                   | Resultado | Partidos | Goles |
| ------------------------------------------------- | -------------------------------------- | --------- | -------- | ----- |
| Campeonato Mundial de Balonmano Masculino de 2011 | Bandera de Suecia                      |           | 10       | 6     |
| Campeonato Mundial de Balonmano Masculino de 2013 | Bandera de España                      |           | 9        | 29    |
| Campeonato Mundial de Balonmano Masculino de 2015 | Bandera de Catar                       | 4º        | 9        | 23    |
| Campeonato Mundial de Balonmano Masculino de 2021 | Bandera de Egipto                      |           | 9        | 25    |
| Campeonato Mundial de Balonmano Masculino de 2023 | Bandera de Polonia · Bandera de Suecia |           | 9        | 12    |

| Europeo                                           | Sede                                                        | Resultado | Partidos | Goles |
| ------------------------------------------------- | ----------------------------------------------------------- | --------- | -------- | ----- |
| Campeonato Europeo de Balonmano Masculino de 2012 | Bandera de Serbia                                           | 4º        | 8        | 15    |
| Campeonato Europeo de Balonmano Masculino de 2014 | Bandera de Dinamarca                                        |           | 8        | 25    |
| Campeonato Europeo de Balonmano Masculino de 2016 | Bandera de Polonia                                          |           | 8        | 17    |
| Campeonato Europeo de Balonmano Masculino de 2020 | Bandera de Austria · Bandera de Noruega · Bandera de Suecia |           | 9        | 32    |
| Campeonato Europeo de Balonmano Masculino de 2022 | Bandera de Eslovaquia · Bandera de Hungría                  |           | 9        | 31    |

## Palmarés

### Selección nacional
| Juegos Olímpicos   | Juegos Olímpicos          | Juegos Olímpicos  | Juegos Olímpicos |
| Año                | Lugar                     | Medalla           |                  |
| ------------------ | ------------------------- | ----------------- | ---------------- |
| 2020               | Tokio                     | Medalla de bronce |                  |
| 2024               | París                     | Medalla de bronce |                  |
| Campeonato Mundial |                           |                   |                  |
| Año                | Lugar                     | Medalla           |                  |
| 2011               | Suecia                    | Medalla de bronce |                  |
| 2013               | España                    | Medalla de oro    |                  |
| 2021               | Egipto                    | Medalla de bronce |                  |
| 2023               | Polonia y Suecia          | Medalla de bronce |                  |
| Campeonato Europeo |                           |                   |                  |
| Año                | Lugar                     | Medalla           |                  |
| 2014               | Dinamarca                 | Medalla de bronce |                  |
| 2016               | Polonia                   | Medalla de plata  |                  |
| 2020               | Austria, Noruega y Suecia | Medalla de oro    |                  |
| 2022               | Hungría y Eslovaquia      | Medalla de plata  |                  |

### FC Barcelona
- Liga de los Pirineos (2): 2006, 2007
- Copa del Rey de Balonmano (1): 2007
- Liga Asobal (1): 2006
- Supercopa de España de Balonmano (1): 2007

### Vardar
- Liga de Macedonia de balonmano (3): 2016, 2017, 2018
- Copa de Macedonia de balonmano (3): 2016, 2017, 2018
- Liga SEHA (2): 2017, 2018
- Liga de Campeones de la EHF (1): 2017

### Pick Szeged
- Copa de Hungría de balonmano (1): 2019

### Veszprém
- Liga SEHA (2): 2021, 2022
- Copa de Hungría de balonmano (2): 2021, 2022

### HBC Nantes
- Trofeo de Campeones (1): 2022
- Copa de Francia de balonmano (2): 2023, 2024